# Itarsi
Itarsi là một thành phố và khu đô thị của quận Hoshangabad thuộc bang Madhya Pradesh, Ấn Độ.

## Địa lý
Itarsi có vị trí 22°37′B 77°45′Đ / 22,62°B 77,75°Đ Nó có độ cao trung bình là 304 mét (997 feet).

## Nhân khẩu
Theo điều tra dân số năm 2001 của Ấn Độ, Itarsi có dân số 93.783 người. Phái nam chiếm 52% tổng số dân và phái nữ chiếm 48%. Itarsi có tỷ lệ 75% biết đọc biết viết, cao hơn tỷ lệ trung bình toàn quốc là 59,5%: tỷ lệ cho phái nam là 81%, và tỷ lệ cho phái nữ là 69%. Tại Itarsi, 13% dân số nhỏ hơn 6 tuổi.